# ديفيد نايلور
ديفيد نايلور هو طبيب كندي، ولد في 26 أكتوبر 1954 في وودستوك في كندا.

## وصلات خارجية
- ديفيد نايلور على موقع إن إن دي بي (الإنجليزية)